# Gina Austin
Gina Austin es una actriz porno y modelo norteamericana nacida en 1983.
Fue chica Penthouse en septiembre de 2005.

## Películas
- In Deep (2006)
- Pink Paradise (2006)
- Orgasmika (2005)
- Rock Hard: Making the Video (2005)
- Barely 18 #24 (2005)
- Dream Teens 5 (2005)
- Inferno (2005)
- Model Behavior (2005)